# Ейдан Форд

Ейдан Форд

Ейден Форд — персонаж (актор Рейнбоу Сан Френкс) у телесеріалі Зоряна брама: Атлантида. Він — лейтенант збройних сил США, входить в дослідну команду майора Шеппарда разом з доктором МакКеєм і Тейлою Еммаган. У серіалі вперше з'являється в епізоді "Пробудження. Частина 1 " (1 сезон, 1 та 2 серії).
В останній серії першого сезону був поранений рейфом — вони обидва впали в океан, коли той харчувався ім. Після того як Ейдена знайшли — половина його обличчя була спотворена. Але відбулися не тільки зовнішні зміни: Форд вже не може обходитися без ферменту, який рейфи вводять жертвам, перш ніж висмоктати з них життя. Ейден втікає з Атлантиди і збирає банду, яку теж «підсаджує» на фермент. Разом вони продовжують полювання за рейфами. Ймовірно Форд гине під час вибуху корабля-вулика.